# Mastverlängerung (Windsurfen)
Die Mastverlängerung ist ein Bestandteil des Windsurf-Riggs. Sie dient dazu, die Mastlänge genau auf die Anforderungen des Windsurfsegels abzustimmen.

## Einsatz im Windsurf-Rigg
Da Windsurfmasten zum Zwecke der Standardisierung von Härte und Länge in der Regel nur in 30-cm-Längenabstufungen angeboten werden, ist der Surfer entweder auf ein Vario-Top angewiesen, bei der die Mastkappe des Segels längenverstellbar ist, oder es kommt eine Mastverlängerung zum Einsatz. Diese ist stufenweise längenverstellbar und wird von unten in den Masten eingeschoben, um den Masten auf die für das Segel optimale Länge zu bringen.

## Materialien
Am Markt erhältliche Windsurf-Mastverlängerungen sind aus Aluminium, Carbon oder Edelstahl gefertigt. Allen drei Materialien ist gemein, dass sie wenig anfällig für Kalk-, Sand- und Salzablagerungen sind, so dass die Leichtgängigkeit des Verstellsystems erhalten bleibt. Deutliche Unterschiede ergeben sich jedoch in Bezug auf das Gewicht: Die leichtesten Mastverlängerungen sind aus Carbon, schwerer ist das Aluminium, noch schwerer die Edelstahl-Verlängerung. Ein weiterer Vorteil der Carbon-Verlängerung  neben der Gewichtsersparnis besteht darin, dass sie weicher ist und damit die Biegekurve des Masts besser imitiert als eine Mastverlängerung aus Metall. Ein weiterer Vorteil von Carbon-Verlängerungen ist die extrem glatte und oxidationsfreie Oberfläche, die noch stärker vor Verschmutzungen und Ablagerungen schützt und damit die Leichtgängigkeit der Verlängerung vergleichsweise länger gewährleistet.

## Optimale Länge
Dem Prinzip der Gewichtsminimierung folgend, die gerade im professionellen Bereich des Windsurfens von großer Bedeutung ist, sollte die Mastverlängerung nicht länger als nötig sein. Die optimale Länge ergibt sich aus folgender Formel:
Maximaler Verstellbereich der Verlängerung  = Luff (d. h. geforderte Mastlänge des Segelherstellers) – Mastlänge + 5 cm Puffer
Der Puffer ist nötig, um bei sehr starkem Wind minimal über die Herstellerangaben hinaus trimmen zu können und dem Segel damit noch mehr Profil zu nehmen.
Hobbysurfer wählen eine Mastverlängerung, die länger als gefordert ist, um mit einer Mastverlängerung eine möglichst große Zahl von Segeln aufriggen zu können. Eine Verlängerung mit einem Verstellbereich von 30 cm hat sich in der Branche bewährt.

## Durchmesser
Der Durchmesser der Mastverlängerung orientiert sich zwangsläufig am Durchmesser des verwendeten Masts. Hier unterscheidet man zwischen den so genannten SDM-Masten (Standard Diametre Masts) mit 48 mm Durchmesser und den RDM-Masten (Reduced Diametre Masts) bzw. Skinny Masten mit 32 mm Durchmesser.

## Trimmsysteme
Viele Mastverlängerungen werden mit einem ab Werk montierten Trimmadapter ausgeliefert. Der Vorteil liegt darin, dass eine weitere Verbindungsstelle gespart wird, jedoch bindet der integrierte Trimmadapter auch an das jeweilige Trimmsystem. Davon haben sich zwei verschiedene Systeme in der Branche durchgesetzt: Bei dem US-Cup-System, das vornehmlich in den USA verbreitet ist, wird ein „Becher“ in den Trimmadapter der Verlängerung eingerastet. Bei dem in Europa stärker vertretenen Euro-Pin-System wird ein 10 mm starker Metallpin in den Trimmadapter der Mastverlängerung eingerastet. Alternativ bietet sich eine Mastverlängerung ohne Trimmadapter an, für die dann ein einzelner Mastfuß mit einem der beiden Systeme an. Manche Hersteller entwickeln zur Vereinfachung des Segeltrimms komplexe integrierte Flaschenzugsysteme für ihre Mastverlängerungen, die nicht nur den erforderlichen Kraftaufwand für das Aufspannen des Segels deutlich reduzieren, sondern auch eine stufenlose Feineinstellung versprechen.